# Tramwaje w Dubuque
Tramwaje w Dubuque − zlikwidowany system komunikacji tramwajowej w Dubuque w Stanach Zjednoczonych, działający w latach 1868−1932. 

## Historia
23 maja 1868 uruchomiono tramwaje konne. Linia tramwajowa prowadziła wzdłuż Main Street. 12 lipca 1877 uruchomiono tramwaje parowe, które zlikwidowano w 1884. 24 grudnia 1894 uruchomiono tramwaje elektryczne. Pierwszą linię tramwajową poprowadzono wzdłuż linii kolejowej. W 1890 zlikwidowano tramwaje konne. Ostatecznie tramwaje w Dubuque zlikwidowano 24 lipca 1932. Po likwidacji sieci część tramwajów trafiła do Waterloo. Tramwaje kursowały po torach o rozstawie 1435 mm. 